# Allez-et-Cazeneuve
Allez-et-Cazeneuve är en kommun i departementet Lot-et-Garonne i regionen Nouvelle-Aquitaine i sydvästra Frankrike. Kommunen ligger i kantonen Sainte-Livrade-sur-Lot som tillhör arrondissementet Villeneuve-sur-Lot. År 2022 hade Allez-et-Cazeneuve 609 invånare.

## Befolkningsutveckling
Antalet invånare i kommunen Allez-et-Cazeneuve
| Referens: INSEE |